# 韦尔迪镇 (米兰德拉)
韦尔迪镇是葡萄牙布拉干萨区的一个堂区。总面积9.87平方公里，总人口100人，人口密度10.1人/平方公里。